# Vitstrupig vanga
Vitstrupig vanga (Xenopirostris damii) är en starkt utrotningshotad fågel i familjen vangor som förekommer på Madagaskar.

## Utseende och läte
Vitstrupig vanga är en 23 cm lång och stornäbbad medlem av familjen. Hanen har glansigt svart hjässa och mörkgrå ovansida, medan undersidan är vitaktig. Näbben är mörkgrå. Honan och ungfågeln liknar hanen men har mindre svart på hjässan, ljusare undersida och bleka fläckar ovan ögat. Lätet beskrivs som ett mycket högljutt "tseeang".

## Utbredning och systematik
Arten förekommer på nordvästra Madagaskar. IUCN kategoriserar arten som starkt hotad.